# سهراب رحیمی
سهراب رحیمی (زاده ۱۳۴۱ - درگذشته ۱۳۹۴) شاعر، مترجم، منتقد ایرانی و اهل شهر جونقان بود. وی در سال ۱۳۹۲ موفق به دریافت جایزه شعر «نیکلای گوگول» از کشور اوکراین شد. وی هم‌چنین سردبیر سایت ادبی صحنه‌ها بود.

## زندگی‌نامه
سهراب رحیمی در ۲۴ دی ۱۳۴۱ در شهر جونقان استان چهارمحال و بختیاری به دنیا آمد. او پس از ترک ایران ساکن شهر مالمو سوئد شد. او همکاری با نشریات ایران و سوئد را از سال ۱۳۶۸ آغاز کرد. از ۱۳۷۵ تا ۱۳۷۷سردبیر گاهنامهٔ شعری اثر بود. او از سال ۱۳۹۰ تا ۱۳۹۴ منتقد شعر در نشریهٔ فرهنگی کولتورن و عضو هینت دبیران مجلهٔ ویژهٔ شعر پوپولارپوئسی در سوئد بود. اشعار رحیمی تا کنون به زبان‌های ترکی، عربی، انگلیسی، فارسی، اسپانیایی؛ فرانسوی، مقدونی؛ دانمارکی؛ سوئدی، روسی؛ اوکراینی؛ چینی و آلمانی ترجمه شده‌است.

### درگذشت
در ۲۲ بهمن ۱۳۹۴ جسد وی در یک اتوموبیل سوخته در خارج از شهر مالمو سوئد کشف شد.
پلیس سوئد اعلام کرد که این حادثه را به عنوان پرونده قتل بررسی می‌کند
با این حال پلیس تأکید دارد که تا کنون هیچ نشانه‌ای مبنی بر وقوع جنایت پیدا نکرده است.

### آثار به فارسی
- فصل‌های اجباری، گزیدهٔ اشعار؛ نشر اچ اند اس مدیا، لندن ۱۳۹۴
- «رسم هندسی مالیخولیا»؛ مجموعه شعر؛ نشر اسموکادول؛ سوئد ۱۳۹۰،
- «نامه‌ای برای تو»، مجموعه شعر، نشر آینهٔ جنوب؛ تهران ۱۳۸۴،
- «مرهم سپید»، مجموعه شعر، نشرولی، ۱۳۷۷؛ سوئد
- «هسته‌های فاسد زمان»، مجموعه شعر، نشر رؤیا ۱۳۷۴، سوئد،
- «خانه خواب‌ها»، مجموعه شعر، نشر آموزش ۱۳۷۳؛ سوئد،

### آثار به سوئدی
- سفرهای ناگزیر؛ مجموعه اشعار؛ نشر اسموکادول؛ ۱۳۹۱،
- کتابدار جنگ، رمان، نشر اسموکادول؛ ۱۳۹۰،

### ترجمه‌از فارسی به سوئدی
- سفرنامهٔ سراندیپ؛ دفتر شعرهای آزیتا قهرمان، نشر اسموکادل، ۱۳۹۲
- مجرمان بی گناه، رمان از امید محمودی؛ نشر اسموکادول؛ سوئد؛ ۱۳۹۱،
- جلسه هیپنوزدرمطب دکتر کالیگاری؛ مجموعه شعر، آزیتا قهرمان، اسموکادل؛ سوئد؛ ۱۳۹۱،
- مجموعه آثار آزیتا قهرمان؛ مجموعه شعر، اسموکادل؛ سوئد؛ ۱۳۸۸،
- صدای شعر، فستیوال شعر مالمو، مجموعه شعر، نشر گیلگمش، سوئد، ۱۳۷۸،
- فروپاشی، بیژن عزیزی، مجموعه شعر، نشر باران، سوئد، ۱۳۷۳
- الماس در خاکستر، مجموعه شعر، آرش اسلامی، نشر آموزش، سوئد، ۱۳۷۲
- منتخب آثار نعیمه دوستدار، نشر اسموکادل، سوئد، ۱۳۹۲

### ترجمه از سوئدی به فارسی
- روشنای تاریکی، منتخب اشعار توماس ترانسترومر؛ با آزیتا قهرمان؛ نشر آرست؛ نروژ؛ ۱۳۹۱،
- یک روایت ساده، ماری لوندکویست، با آزیتا قهرمان، نشر اچ اند اس مدیا، لندن ۱۳۹۴
- زن‌ها در کپنهاگ، منتخب اشعار نیلز هاو، با آزیتا قهرمان، نشر بوتیمار، تهران، ۱۳۹۴
- شهر بی حصار،منتخب اشعار ماگنوس ویلیام اولسون، با آزیتا قهرمان، نشر اچ اند اس مدیا، لندن، ۱۳۹۴

### نقد و بررسی
- در برابر دستهای جاودانگی؛ مجموعه مقالات، بررسی شعرهای مهرنوش قربانعلی؛ نشر مایا؛ ۱۳۹۱

### همکاری با آنتولوژی‌ها
- آنتولوژی وبلاگ اخراجیها، مجموعه داستان، انجمن قلم سوئد، ۱۳۹۱
- شعر فارسی در خارج از کشور، مجموعه شعر، نشر رؤیا، ۱۳۷۵
- باران پروانه، مجموعه شعر، منتخب شعر شاعران ایرانی در سوئد، نشر رؤیا، ۱۳۷۵
- از درون قلبهای سوئدی، مجموعه شعر، آنتولوژی شعر معاصر سوئد، نشر اکو، ۱۳۷۲

## توضیحات بیشتر
مصاحبه‌ها
- «نزدیکی شعر به جنون شاعر!» مصاحبه عباس شکری با سهراب رحیمی، سایت شهروند.
- «جای پای عید در شعر غرب، جای خالی امید در شعر ما (بخش اول)»[پیوند مرده] مصاحبه سپیده جدیری با سهراب رحیمی در سایت شهرگان
- ایران؛ سلاح اتمی یا شعر، مصاحبه بابهاره خسروی، مجلهٔ روزآنلاین پاریس

نقد آثار
- معرفی شعرهای سهراب رحیمی» نقد منصور کوشان بر شعرهای سهراب رحیمی، در سایت جنگ زمان
- تأملی در مجموعه شعر «رسم هندسی مالیخولیا» نقد آزاده دواچی بر شعرهای سهراب رحیمی، رادیو زمانه

داوری‌ها
- عضو هیئت داوران پنجمین دوره بخش ویژهٔ شعر خبرنگاران
- عضو هیئت داوران اولبن دوره بخش شعر ادبی لیراو[پیوند مرده]
- عضو هیئت داوران اولبن دوره بخش شعر ادبی نیما
- عضو هیئت داوران، چهارمین دوره خورشید جایزه شعر زنان ایران[پیوند مرده]

جوایز ادبی
- جایزه شعر نیکلای گوگول، اوکراین، ۱۳۹۲[۱]